# Zager and Evans
Zager and Evans è stato un gruppo musicale pop rock statunitense, originario del Nebraska, attivo tra la fine degli anni 1960 e l'inizio degli anni 1970. Il duo, composto da Denny Zager (Wymore, 14 febbraio 1944) e Rick Evans (Lincoln, 20 gennaio 1943 - Santa Fe, febbraio 2018), divenne particolarmente noto grazie al singolo del 1969 In the Year 2525.

## Storia
Denny Zager e Rick Evans si conobbero alla Nebraska Wesleyan University nel 1962. A loro si unì il batterista Danny Schindler all'interno della band The Eccentrics. Schindler (in seguito batterista dei The Benders) abbandonò la band dopo il tour in Vietnam nel 1965; anche Evans se ne andò via nello stesso anno, riunendosi a Zager nel 1968.
Il duo era accompagnato al basso da Mark Dalton. Il loro primo batterista, Paul Maher, venne successivamente sostituito da Dave Trupp (morto nel novembre 2015 all'età di 72 anni). Trupp e Dalton erano anche la sezione ritmica della Liberation Blues Band ed avevano accompagnato Evans in alcuni materiali demo da solista prima della registrazione di In the Year 2525 nel 1968, che dopo essere stato pubblicato come singolo nel 1969 si posizionò al 1º posto in diverse classifiche musicali mondiali, in particolare negli Stati Uniti e nel Regno Unito.
Nonostante il successo ottenuto con In the Year 2525, il singolo successivo Mr. Turnkey (pubblicato nel 1969) non riuscì a replicare gli stessi risultati nelle classifiche musicali statunitensi ed inglesi, così come tutti gli altri singoli prodotti dal duo in seguito.
Dopo il successo di In the Year 2525 la White Whale Records pubblicò un LP intitolato The Early Writings of Zager & Evans and Others, contenente alcune registrazioni della band The Eccentrics sul lato A ed altre di una band chiamata JK and Co. (che non aveva alcun legame con Zager and Evans) sul lato B. Dopo aver pubblicato 2 album su etichetta RCA, Zager ed Evans si trasferirono alla Vanguard Records nel 1971 per pubblicare un ultimo disco, intitolato Food for the Mind, dopodiché il duo si sciolse definitivamente.
In seguito Evans pubblicò un album per la Truth Records, intitolato I Need This Song, in coppia con Pam Herbert; alla fine degli anni 1970 fondò una sua etichetta discografica, la Fun Records, e pubblicò un album intitolato Fun Songs, Think Songs, contenente sia brani inediti sia reincisioni di quelli del duo Zager and Evans. Zager invece ha fondato la Zager Guitars, ditta specializzata nella costruzione di chitarre personalizzate.

## Discografia

### Album
| Anno | Album                                          | Posizione massima | Posizione massima | Etichetta           |
| Anno | Album                                          | US                | CAN               | Etichetta           |
| ---- | ---------------------------------------------- | ----------------- | ----------------- | ------------------- |
| 1969 | 2525 (Exordium & Terminus)                     | 30                | 7                 | RCA Victor          |
| 1969 | The Early Writings of Zager & Evans and Others | —                 | —                 | White Whale Records |
| 1970 | Zager & Evans                                  | —                 | —                 | RCA Victor          |
| 1971 | Food for the Mind                              | —                 | —                 | Vanguard Records    |

### Singoli
| Anno | Titolo               | Posizione massima | Posizione massima | Posizione massima | Posizione massima | Posizione massima | Posizione massima | Etichetta        | Lato B                     | Album                      |
| Anno | Titolo               | US                | US A/C            | UK                | AUS               | CAN               | CAN A/C           | Etichetta        | Lato B                     | Album                      |
| ---- | -------------------- | ----------------- | ----------------- | ----------------- | ----------------- | ----------------- | ----------------- | ---------------- | -------------------------- | -------------------------- |
| 1969 | In the Year 2525     | 1                 | 1                 | 1                 | 2                 | 1                 | 1                 | RCA Victor       | Little Kids                | 2525 (Exordium & Terminus) |
| 1969 | Mr. Turnkey          | 106               | —                 | —                 | 86                | 48                | 41                | RCA Victor       | Cary Lynn Javes            | Zager & Evans              |
| 1969 | Listen to the People | —                 | —                 | —                 | —                 | 96                | —                 | RCA Victor       | She Never Sleeps Beside Me | Zager & Evans              |
| 1970 | Help One Man Today   | —                 | —                 | —                 | 94                | —                 | —                 | RCA Victor       | Yeah 32                    |                            |
| 1970 | Crutches             | —                 | —                 | —                 | —                 | —                 | —                 | RCA Victor       | Plastic Park               | Zager & Evans              |
| 1971 | Hydra 15,000         | —                 | —                 | —                 | —                 | —                 | —                 | Vanguard Records | I Am                       | Food for the Mind          |